# Primera B de Chile 2010
Primera B de Chile 2010 var den näst högsta serien i fotboll i Chile för säsongen 2010. Mästerskapet började med regionalt gruppspel med en norr- och en södergrupp med 7 lag i varje grupp. Där möttes alla lagen fyra gånger - två gånger hemma och två gånger borta - vilket innebar totalt 24 matcher per lag. Därefter gick de åtta bästa totalt (i en sammanslagen tabell med de båda grupperna) vidare till den nationella fasen medan de två sämsta möttes i ett nedflyttningskval. Den nationella fasen bestod således av åtta lag och det spelades totalt 14 matcher per lag. Därefter gick de två främsta lagen upp i Primera División och lagen på plats tre och fyra fick kvala mot lag från Primer

## Förändringar inför säsongen
| Nya lag från Primera División               | Nya lag från Tercera A | Uppflyttade till Primera División                  | Nedflyttade till Tercera A |
| - Rangers - Deportes Iquique - Curicó Unido | - Unión Temuco         | - Unión San Felipe - Santiago Wanderers - San Luis | - Melipilla                |
| ------------------------------------------- | ---------------------- | -------------------------------------------------- | -------------------------- |

## Förändringar efter säsongen
| Nya lag från Primera División | Nya lag från Tercera A | Uppflyttade till Primera División    | Nedflyttade till Segunda División |
| - Everton - San Luis          | - Magallanes           | - Deportes Iquique - Unión La Calera | - Provincial Osorno               |
| ----------------------------- | ---------------------- | ------------------------------------ | --------------------------------- |

## Regionalt gruppspel
Alla lag mötte varandra fyra gånger vardera inom respektive grupp, vilket innebar totalt 24 matcher per lag. De fyra bästa gick vidare till den nationella fasen, medan det sämsta laget i varje grupp mötte varandra i ett nedflyttningskval.

### Norra gruppen
|  |    | Lag                  | Poäng | M  | V  | O | F  | GM | IM | MSK |
|  | -- | -------------------- | ----- | -- | -- | - | -- | -- | -- | --- |
|  | 1. | Deportes Antofagasta | 45    | 24 | 13 | 6 | 5  | 37 | 22 | 15  |
|  | 2. | Unión La Calera      | 45    | 24 | 12 | 9 | 3  | 39 | 24 | 15  |
|  | 3. | Deportes Iquique     | 34    | 24 | 9  | 7 | 8  | 30 | 25 | 5   |
|  | 4. | Curicó Unido         | 33    | 24 | 9  | 6 | 9  | 34 | 29 | 5   |
|  | 5. | San Marcos de Arica  | 27    | 24 | 7  | 6 | 11 | 41 | 55 | -14 |
|  | 6. | Coquimbo Unido       | 26    | 24 | 6  | 8 | 10 | 24 | 34 | -10 |
|  | 7. | Deportes Copiapó     | 18    | 24 | 4  | 6 | 14 | 28 | 44 | -16 |

### Södra gruppen
|  |    | Lag                   | Poäng | M  | V  | O | F  | GM | IM | MSK |
|  | -- | --------------------- | ----- | -- | -- | - | -- | -- | -- | --- |
|  | 1. | Deportes Puerto Montt | 45    | 24 | 12 | 9 | 3  | 33 | 22 | 11  |
|  | 2. | Unión Temuco          | 41    | 24 | 12 | 5 | 7  | 34 | 24 | 10  |
|  | 3. | Deportes Concepción   | 36    | 24 | 9  | 9 | 6  | 31 | 24 | 7   |
|  | 4. | Lota Schwager         | 34    | 24 | 9  | 7 | 8  | 31 | 29 | 2   |
|  | 5. | Naval                 | 29    | 24 | 8  | 5 | 11 | 27 | 26 | 1   |
|  | 6. | Rangers               | 29    | 24 | 8  | 5 | 11 | 26 | 32 | -6  |
|  | 7. | Provincial Osorno     | 18    | 24 | 5  | 3 | 16 | 17 | 40 | -23 |

## Sammanlagd tabell
|  |     | Lag                   | Poäng | M  | V  | O | F  | GM | IM | MSK |
|  | --- | --------------------- | ----- | -- | -- | - | -- | -- | -- | --- |
|  | 1.  | Deportes Antofagasta  | 39    | 24 | 11 | 6 | 2  | 24 | 13 | 11  |
|  | 2.  | Unión La Calera       | 35    | 24 | 11 | 2 | 6  | 32 | 25 | 7   |
|  | 3.  | Deportes Puerto Montt | 33    | 24 | 10 | 3 | 6  | 36 | 22 | 14  |
|  | 4.  | Unión Temuco          | 29    | 24 | 8  | 5 | 6  | 18 | 19 | -1  |
|  | 5.  | Deportes Concepción   | 28    | 24 | 8  | 4 | 7  | 30 | 27 | 3   |
|  | 6.  | Deportes Iquique      | 27    | 24 | 7  | 6 | 6  | 17 | 18 | -1  |
|  | 7.  | Lota Schwager         | 26    | 24 | 7  | 5 | 7  | 23 | 28 | -5  |
|  | 8.  | Curicó Unido          | 25    | 24 | 7  | 4 | 8  | 25 | 26 | -1  |
|  | 9.  | Naval                 | 25    | 24 | 7  | 4 | 8  | 23 | 27 | -4  |
|  | 10. | Rangers               | 24    | 24 | 6  | 6 | 7  | 26 | 26 | 0   |
|  | 11. | San Marcos de Arica   | 20    | 24 | 6  | 2 | 11 | 26 | 25 | 1   |
|  | 12. | Coquimbo Unido        | 20    | 24 | 4  | 8 | 7  | 19 | 29 | -10 |
|  | 13. | Provincial Osorno     | 19    | 24 | 4  | 7 | 8  | 22 | 25 | -3  |
|  | 14. | Deportes Copiapó      | 15    | 24 | 3  | 6 | 10 | 16 | 27 | -11 |

|  | Kvalificerade för den nationella fasen. |
|  | Kvalificerade för nedflyttningskval.    |

## Nationella fasen
Lagen fick med sig bonuspoäng från gruppspelsomgången som redovisas nedan under "BP".
|  |    | Lag                   | Poäng | M  | V | O | F | BP | GM | IM | MSK |
|  | -- | --------------------- | ----- | -- | - | - | - | -- | -- | -- | --- |
|  | 1. | Deportes Iquique      | 31    | 14 | 9 | 3 | 2 | 1  | 22 | 9  | 13  |
|  | 2. | Unión La Calera       | 26    | 14 | 6 | 6 | 2 | 2  | 19 | 11 | 8   |
|  | 3. | Deportes Antofagasta  | 24    | 14 | 6 | 3 | 5 | 3  | 17 | 15 | 2   |
|  | 4. | Curicó Unido          | 22    | 14 | 6 | 4 | 4 | 0  | 19 | 12 | 7   |
|  | 5. | Unión Temuco          | 22    | 14 | 6 | 2 | 6 | 2  | 19 | 22 | -3  |
|  | 6. | Deportes Concepción   | 16    | 14 | 4 | 3 | 7 | 1  | 14 | 18 | -4  |
|  | 7. | Deportes Puerto Montt | 15    | 14 | 3 | 3 | 8 | 3  | 13 | 22 | -9  |
|  | 8. | Lota Schwager         | 11    | 14 | 3 | 2 | 9 | 0  | 13 | 27 | -14 |

|  | Uppflyttade till Primera División.                         |
|  | Kvalificerade för uppflyttningskval.                       |
|  | Spel om fjärde plats och därmed plats i uppflyttningskval. |

## Match om fjärde plats
|       | 8 december 2010 | Unión Temuco                             | 0–0 (2–3 e str)            | Curicó Unido                                 | Estadio Germán Becker, Temuco |                |
| 19:00 | 19:00           |                                          |                            |                                              | Publik: 15 200                | Publik: 15 200 |
| 19:00 | 19:00           |                                          |                            |                                              | Publik: 15 200                | Publik: 15 200 |
| 19:00 | 19:00           | Alfaro Zúñiga González Álvarez Quinteros | Straffsparksläggning 2 – 3 | Gutiérrez Brizuela Méndez Martínez Inostroza | Publik: 15 200                | Publik: 15 200 |

## Uppflyttningskval
|       | 12 december 2010 | Deportes Antofagasta    | 2–1 | Santiago Morning | Estadio Regional de Antofagasta, Antofagasta |                                       |
| 17:00 | 17:00            | Méndez 51' Escudero 86' |     | Ríos 56'         | Publik: 12 000 Domare: Patricio Polic        | Publik: 12 000 Domare: Patricio Polic |
| 17:00 | 17:00            |                         |     |                  | Publik: 12 000 Domare: Patricio Polic        | Publik: 12 000 Domare: Patricio Polic |
| 17:00 | 17:00            |                         |     |                  | Publik: 12 000 Domare: Patricio Polic        | Publik: 12 000 Domare: Patricio Polic |

|       | 18 december 2010 | Santiago Morning                   | 3–1 | Deportes Antofagasta | Estadio Municipal de La Pintana, Santiago |                                     |
| 17:00 | 17:00            | Torres 27' Ríos 28' Calandria 117' |     | Olivares 48'         | Publik: 1 409 Domare: Enrique Osses       | Publik: 1 409 Domare: Enrique Osses |
| 17:00 | 17:00            |                                    |     |                      | Publik: 1 409 Domare: Enrique Osses       | Publik: 1 409 Domare: Enrique Osses |
| 17:00 | 17:00            |                                    |     |                      | Publik: 1 409 Domare: Enrique Osses       | Publik: 1 409 Domare: Enrique Osses |

Santiago Morning vann med 4-3 totalt och spelar kvar i Primera División nästa säsong.
|       | 12 december 2010 | Curicó Unido | 0–2 | Universidad de Concepción | Estadio La Granja, Curicó          |                                    |
| 17:00 | 17:00            |              |     | Ramos 51' Arrué 82'       | Publik: 7 762 Domare: Claudio Puga | Publik: 7 762 Domare: Claudio Puga |
| 17:00 | 17:00            |              |     |                           | Publik: 7 762 Domare: Claudio Puga | Publik: 7 762 Domare: Claudio Puga |
| 17:00 | 17:00            |              |     |                           | Publik: 7 762 Domare: Claudio Puga | Publik: 7 762 Domare: Claudio Puga |

|       | 18 december 2010 | Universidad de Concepción           | 3–2 | Curicó Unido            | Estadio Municipal de Concepción, Concepción |                                      |
| 20:15 | 20:15            | Lorenzetti 20' Ramos 78' Arraya 90' |     | Muñoz 29' Gutiérrez 31' | Publik: 1 876 Domare: Eduardo Gamboa        | Publik: 1 876 Domare: Eduardo Gamboa |
| 20:15 | 20:15            |                                     |     |                         | Publik: 1 876 Domare: Eduardo Gamboa        | Publik: 1 876 Domare: Eduardo Gamboa |
| 20:15 | 20:15            |                                     |     |                         | Publik: 1 876 Domare: Eduardo Gamboa        | Publik: 1 876 Domare: Eduardo Gamboa |

Universidad de Concepción vann med 5-2 totalt och spelar kvar i Primera División nästa säsong.

## Nedflyttningskval
|  | 26 september 2010 | Deportes Copiapó                  | 2–0 | Provincial Osorno | Estadio Municipal de Vallenar, Vallenar |               |
|  |                   | N. Fernández 50′ S. Fernández 64′ |     |                   | Publik: 2 000                           | Publik: 2 000 |
|  |                   |                                   |     |                   | Publik: 2 000                           | Publik: 2 000 |
|  |                   |                                   |     |                   | Publik: 2 000                           | Publik: 2 000 |

|  | 2 oktober 2010 | Provincial Osorno | 1–0 | Deportes Copiapó | Estadio Municipal Rubén Marcos Peralta, Osorno |               |
|  |                | Núñez 77′ (str.)  |     |                  | Publik: 8 000                                  | Publik: 8 000 |
|  |                |                   |     |                  | Publik: 8 000                                  | Publik: 8 000 |
|  |                |                   |     |                  | Publik: 8 000                                  | Publik: 8 000 |